# 浦幌町

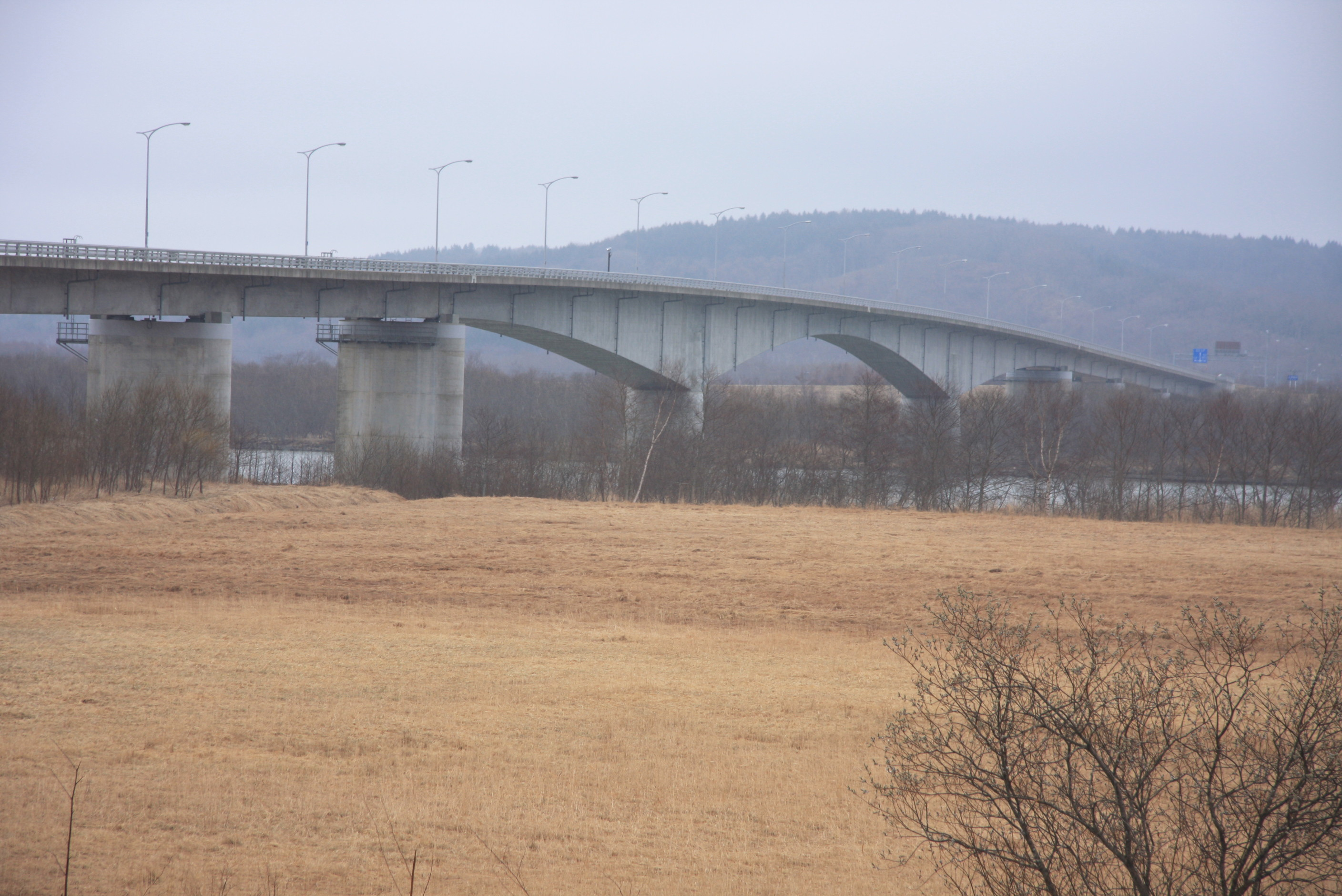
十勝河口橋

浦幌町（うらほろちょう）は、北海道南東部、十勝総合振興局管内にある町。一町で十勝郡をなす。

## 町名の由来
アイヌ語に由来するが二説ある。
一説には「ウララポロ」（霧・多い）に由来するとされ、別説では「オラプオロ（オラポロ）」（ヤマシャクヤク?・の所）からとされる。

## 地理
十勝総合振興局管内最東部、釧路総合振興局との境に位置する。町域は浦幌川の流域を占め南北に長い。白糠丘陵の西縁部にあたり、大部分は丘陵と台地で、林野が総面積の7割を占める。南部は太平洋に面している。町の南端、浦幌川下流部から十勝川河口にかけて平地が広がっており、畑や牧場として利用されている。十勝川下流湖沼群は「生物多様性の観点から重要度の高い湿地」（重要湿地） に、十勝川河口周辺は「生物多様性の観点から重要度の高い海域」（沿岸域）に選定されている。
- 山：川流布山、馬髭岳、留真山
- 河川：浦幌川、浦幌十勝川、十勝川、下頃辺川、厚内川
- 湖沼：トイトッキ沼、三日月沼

### 隣接している自治体
- 十勝総合振興局
  - 中川郡：豊頃町、池田町、本別町
- 釧路総合振興局
  - 釧路市
  - 白糠郡：白糠町

### 人口
| |                                        |  |
| 浦幌町と全国の年齢別人口分布（2005年） | 浦幌町の年齢・男女別人口分布（2005年） |  |
| ■紫色 ― 浦幌町 ■緑色 ― 日本全国 | ■青色 ― 男性 ■赤色 ― 女性              |  |
| 浦幌町（に相当する地域）の人口の推移 \| 1970年（昭和45年） \| 11,726人 \| \| \| 1975年（昭和50年） \| 10,354人 \| \| \| 1980年（昭和55年） \| 9,693人 \| \| \| 1985年（昭和60年） \| 9,258人 \| \| \| 1990年（平成2年） \| 8,395人 \| \| \| 1995年（平成7年） \| 7,621人 \| \| \| 2000年（平成12年） \| 6,846人 \| \| \| 2005年（平成17年） \| 6,068人 \| \| \| 2010年（平成22年） \| 5,458人 \| \| \| 2015年（平成27年） \| 4,919人 \| \| \| 2020年（令和2年） \| 4,387人 \| \| |                                        |  |
| 総務省統計局 国勢調査より |                                        |  |
| 1970年（昭和45年） | 11,726人                               |  |
| 1975年（昭和50年） | 10,354人                               |  |
| 1980年（昭和55年） | 9,693人                                |  |
| 1985年（昭和60年） | 9,258人                                |  |
| 1990年（平成2年） | 8,395人                                |  |
| 1995年（平成7年） | 7,621人                                |  |
| 2000年（平成12年） | 6,846人                                |  |
| 2005年（平成17年） | 6,068人                                |  |
| 2010年（平成22年） | 5,458人                                |  |
| 2015年（平成27年） | 4,919人                                |  |
| 2020年（令和2年） | 4,387人                                |  |

## 気候
ケッペンの気候区分によると、浦幌町は湿潤大陸性気候に属する。寒暖の差が大きく気温の年較差、日較差が大きい顕著な大陸性気候である。降雪量が多く、豪雪地帯に指定されている。冬季は-20℃を下回る気温が観測されることが珍しくなく、寒さが厳しい。
| 浦幌（1991年 - 2020年）の気候      | 浦幌（1991年 - 2020年）の気候 | 浦幌（1991年 - 2020年）の気候 | 浦幌（1991年 - 2020年）の気候 | 浦幌（1991年 - 2020年）の気候 | 浦幌（1991年 - 2020年）の気候 | 浦幌（1991年 - 2020年）の気候 | 浦幌（1991年 - 2020年）の気候 | 浦幌（1991年 - 2020年）の気候 | 浦幌（1991年 - 2020年）の気候 | 浦幌（1991年 - 2020年）の気候 | 浦幌（1991年 - 2020年）の気候 | 浦幌（1991年 - 2020年）の気候 | 浦幌（1991年 - 2020年）の気候 |
| 月                                 | 1月                           | 2月                           | 3月                           | 4月                           | 5月                           | 6月                           | 7月                           | 8月                           | 9月                           | 10月                          | 11月                          | 12月                          | 年                            |
| ---------------------------------- | ----------------------------- | ----------------------------- | ----------------------------- | ----------------------------- | ----------------------------- | ----------------------------- | ----------------------------- | ----------------------------- | ----------------------------- | ----------------------------- | ----------------------------- | ----------------------------- | ----------------------------- |
| 最高気温記録 °C （°F）             | 8.6 (47.5)                    | 13.2 (55.8)                   | 18.7 (65.7)                   | 31.6 (88.9)                   | 37.9 (100.2)                  | 36.1 (97)                     | 36.8 (98.2)                   | 36.0 (96.8)                   | 32.8 (91)                     | 28.4 (83.1)                   | 21.0 (69.8)                   | 14.8 (58.6)                   | 37.9 (100.2)                  |
| 平均最高気温 °C （°F）             | −0.8 (30.6)                   | 0.1 (32.2)                    | 4.5 (40.1)                    | 10.8 (51.4)                   | 16.1 (61)                     | 19.1 (66.4)                   | 22.5 (72.5)                   | 24.1 (75.4)                   | 21.6 (70.9)                   | 16.0 (60.8)                   | 8.9 (48)                      | 1.6 (34.9)                    | 12.0 (53.6)                   |
| 日平均気温 °C （°F）               | −6.9 (19.6)                   | −5.8 (21.6)                   | −0.7 (30.7)                   | 5.0 (41)                      | 10.3 (50.5)                   | 13.9 (57)                     | 17.7 (63.9)                   | 19.4 (66.9)                   | 16.4 (61.5)                   | 10.0 (50)                     | 3.2 (37.8)                    | −4.0 (24.8)                   | 6.6 (43.9)                    |
| 平均最低気温 °C （°F）             | −13.2 (8.2)                   | −12.3 (9.9)                   | −6.1 (21)                     | −0.4 (31.3)                   | 5.1 (41.2)                    | 9.8 (49.6)                    | 14.2 (57.6)                   | 15.8 (60.4)                   | 12.1 (53.8)                   | 4.4 (39.9)                    | −2.1 (28.2)                   | −9.6 (14.7)                   | 1.5 (34.7)                    |
| 最低気温記録 °C （°F）             | −25.6 (−14.1)                 | −26.8 (−16.2)                 | −20.8 (−5.4)                  | −11.0 (12.2)                  | −4.2 (24.4)                   | 0.0 (32)                      | 6.0 (42.8)                    | 6.5 (43.7)                    | 0.9 (33.6)                    | −5.1 (22.8)                   | −14.3 (6.3)                   | −20.5 (−4.9)                  | −26.8 (−16.2)                 |
| 降水量 mm （inch）                 | 43.9 (1.728)                  | 28.9 (1.138)                  | 47.0 (1.85)                   | 68.5 (2.697)                  | 103.6 (4.079)                 | 90.7 (3.571)                  | 108.0 (4.252)                 | 139.1 (5.476)                 | 150.9 (5.941)                 | 106.9 (4.209)                 | 63.0 (2.48)                   | 55.4 (2.181)                  | 1,005.9 (39.602)              |
| 降雪量 cm （inch）                 | 76 (29.9)                     | 67 (26.4)                     | 61 (24)                       | 9 (3.5)                       | 2 (0.8)                       | 0 (0)                         | 0 (0)                         | 0 (0)                         | 0 (0)                         | 0 (0)                         | 10 (3.9)                      | 55 (21.7)                     | 281 (110.6)                   |
| 平均降水日数 （≥1.0 mm）           | 5.1                           | 4.3                           | 6.0                           | 8.3                           | 9.5                           | 8.5                           | 10.1                          | 11.0                          | 10.5                          | 8.1                           | 6.9                           | 6.3                           | 94.6                          |
| 平均月間日照時間                   | 181.3                         | 182.5                         | 213.7                         | 192.7                         | 184.1                         | 150.0                         | 126.3                         | 130.4                         | 145.6                         | 177.1                         | 172.8                         | 167.7                         | 2,024                         |
| 出典1：Japan Meteorological Agency |                               |                               |                               |                               |                               |                               |                               |                               |                               |                               |                               |                               |                               |
| 出典2：気象庁                      |                               |                               |                               |                               |                               |                               |                               |                               |                               |                               |                               |                               |                               |

## 歴史
- 1900年（明治33年）4月 - 大津村外六ヶ村戸長役場から十勝村、生剛（おべつこうし）村及び愛牛村が分立し、生剛村外二ヵ村戸長役場を設置する。（浦幌町開基）
- 1906年（明治39年）4月 - 北海道二級町村制施行により生剛村及び愛牛村の区域をもって、生剛村（せいごうむら）が発足する。
- 1912年（明治45年）4月 - 浦幌村に名称が変更する。
  - 同月、大字生剛村を廃し、10字に再編（浦幌、下浦幌、中浦幌、上浦幌、セタライ、ケッチャウシ、ルシン、トコムロ、ポンセタライ、下頃辺）
- 1932年（昭和7年） - 大字愛牛村の区域を下浦幌に編入。
- 1953年（昭和28年） - 10字を以下の各町・字に再編。
  - 浦幌 → 栄町、本町、緑町、新町、桜町、恩根内、留真、川流布、円山、活平、炭山、川上、富川
  - 下浦幌 → 本町、緑町、新町、桜町、幸町、円山、福山、常豊、稲穂、万年、平和、吉野、寿町、末広町、西町、材木町、南町、北町、宝町、千歳町、住吉町、東町、常室、共栄、大平、統太、生剛、養老、朝日、帯富、愛牛
  - 中浦幌 → 留真、円山、活平、幾千世
  - 上浦幌 → 川上、貴老路、恩根内、川流布、合流、相川、富川、美園、活平、栄穂、宝生
  - セタライ → 相川、美園、瀬多来、幾千世、留真、活平
  - ケッチャウシ → 合流、貴老路
  - ルシン → 留真、円山
  - トコムロ → 常室、福山、炭山
  - ポンセタライ → 留真
  - 下頃辺 → 幾千世、幾栄、稲穂、時和、帯富、常豊、万年、円山、平和、吉野
- 1954年（昭和29年）4月 - 町制施行、浦幌町となる。
- 1955年（昭和30年）4月 - 大津村廃村により、一部（大字十勝村、大字鼈奴（べっちゃろ）村、大字長臼（おさうす）村の区域の一部、大字大津村の区域の一部）を編入。同時に編入した4大字を以下の各字に再編。
  - 十勝村 → 厚内、チプネオコッペ、昆布刈石、オコッペ、上厚内、直別、十勝、十勝太、下浦幌、静内、浦幌チャロ、ヲニオップ、ヲトベ、オタフンベ、上厚内大通、十勝太大通東、十勝太南1条東、十勝太北1～2条東、厚内1条通～3条通
  - 大津村 → ウツナイ、トイトッキ、ヌタベツト、ラエベツブト
  - 長臼村 → カンカンビラ
  - 鼈奴村 → ベッチャロ、下浦幌
- 1955年（昭和30年）10月14日 - 暴風雨により十勝太海岸でサケ立網漁船が沈没。18人が行方不明[8]。
- 1998年（平成10年）3月 - 浦幌十勝川にかかる浦幌大橋が完成、開通
- 1999年（平成11年）6月 - 開町100年記念式典が行われる。浦幌町立博物館の開館。
- 2009年（平成21年）9月11日 - 道の駅うらほろオープン
- 2009年（平成21年）11月21日 - 道東自動車道本別IC - 浦幌IC間が開通
- 2015年（平成27年）3月29日 - 道東自動車道浦幌IC - 白糠IC間が開通

## 経済

### 産業
農業は畜産が中心。古くは馬産地（軍馬 釧路種）の一つであったが衰退し、第二次世界大戦後は浦幌炭鉱の炭鉱と酪農地域へと変貌した。炭鉱は尺別炭鉱に集約し閉山した。肉用牛の生産、畑作が盛んで、バレイショとテンサイの収穫量が特に多い。稲作は行われない。豊富な資源を背景に林業も行われる。
厚内川河口の厚内に厚内漁港（第1種漁港、1951年6月29日告示、1972年3月28日入港式）がある。近海はサケの好漁場。その他タコ、ホッキなどを漁獲する。かつてはコンブの採集も多かったが近年はあまり行われていない。シシャモの漁獲もある。
経済圏域では帯広圏域に含められる。

### 立地企業
- 十勝浦幌森永乳業株式会社
- 森永乳業株式会社十勝支所
- サンマルコ食品株式会社浦幌工場
- 浦幌フリーズドライ株式会社
- 日立建機株式会社浦幌試験場

### 組合
- 浦幌町農業協同組合（JAうらほろ）
- 大津漁業協同組合厚内支所
- 東部十勝農産加工農業協同組合連合会東部十勝澱粉工場
- 浦幌町森林組合
- 北海道農業共済組合（NOSAI北海道）浦幌家畜診療所

### 郵便局
- 浦幌郵便局（集配局）
- 吉野郵便局
- 厚内郵便局
- 上浦幌郵便局
- 留真簡易郵便局
- 常室簡易郵便局

※ 上浦幌郵便局エリアの集配業務は本別郵便局が担当

## 公共機関

### 警察
- 池田警察署[11]浦幌駐在所

## 国の施設
- 国土交通省
  - 海上保安庁
    - 十勝太ロラン航路標識事務所（十勝太ロランC局）
    - 上厚内無線中継所

## 教育
- 高等学校
  - 北海道浦幌高等学校（2010年3月閉校）
- 中学校
  - 浦幌町立浦幌中学校
  - 浦幌町立上浦幌中学校
  - 浦幌町立厚内中学校（2005年3月閉校）
- 小学校
  - 浦幌町立厚内小学校
  - 浦幌町立浦幌小学校
  - 浦幌町立上浦幌中央小学校
  - 浦幌町立上浦幌小学校（2010年3月閉校）
  - 浦幌町立常室小学校（2005年3月閉校）
  - 浦幌町立吉野小学校（2005年3月閉校）

## 交通

### 空港
- 釧路空港（釧路市）
- 帯広空港（帯広市）

### 鉄道
- 北海道旅客鉄道（JR北海道）

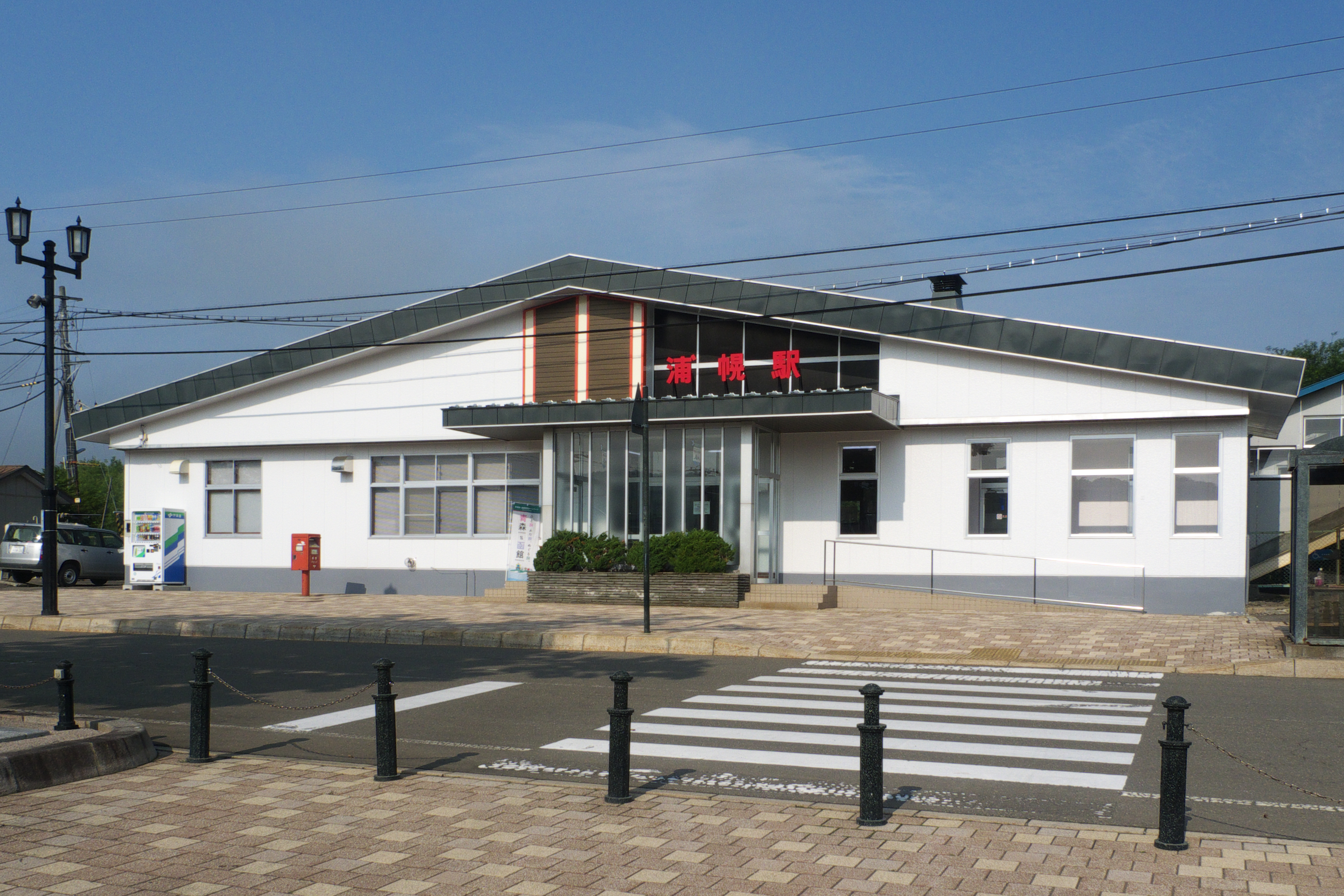
浦幌駅

  - 根室本線：新吉野駅 - 浦幌駅 - 厚内駅

### バス
- 浦幌町コミュニティバス「浦バス」 - 2017年（平成29年）1月4日運行開始。市街地循環線、留真温泉方面、十勝太方面、厚内・直別方面など曜日によって町内各方面へ運行[12]。
- 本別・浦幌生活維持路線バス - 町北部の留真地区では本別町方面への路線バスが十勝バス（足寄営業所）によって運行されていたが、2011年（平成23年）7月1日付で廃止された。これを受けて浦幌駅 - 留真 - 本別間を十勝バスと重複しない時間帯・曜日で運行していた予約制乗合タクシーが運行時間・曜日を拡大して代替する[13]。

かつては十勝バスが浦幌営業所を設置し帯広方面への一般路線バスを運行していたが、2007年（平成19年）4月1日付で営業所・路線とも廃止された。帯広と釧路を結ぶ都市間バスの特急すずらん号（十勝バス、くしろバス）が経路変更と乗降制限解除で代替していたが2011年4月1日付で廃止された。

### 道路
- 高速道路

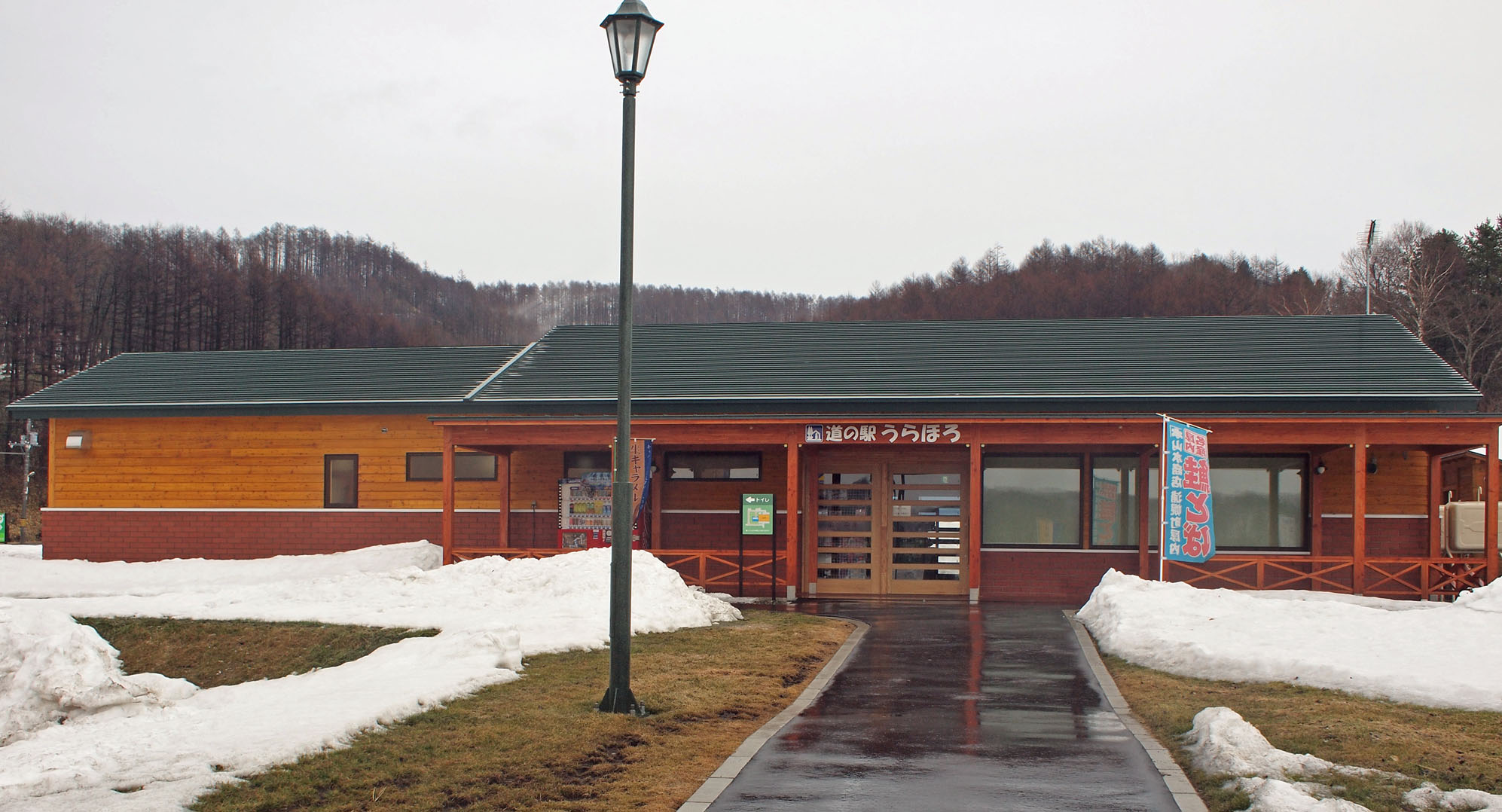
道の駅うらほろ

  - 道東自動車道：(14) 浦幌インターチェンジ
- バイパス
  - 国道38号 - 交通事故の多発により、1970年代初頭に市街地を抜けるルート（現北海道道56号本別浦幌線）から、現在のやや郊外を抜ける位置に変更された。
- 一般国道
  - 国道38号
  - 国道274号（釧勝峠）
  - 国道336号
  - 国道392号（重複区間のみ）
- 都道府県道
  - 北海道道56号本別浦幌線
  - 北海道道73号帯広浦幌線（重複区間のみ）
  - 北海道道413号浦幌停車場線
  - 北海道道500号音別浦幌線
  - 北海道道597号十弗浦幌線
  - 北海道道947号留真線
  - 北海道道974号東台留真線
  - 北海道道1038号直別共栄線
  - 北海道道1146号瀬多来吉野線
- 林道
  - 道東スーパー林道
- 道の駅
  - うらほろ

## 名所・旧跡・観光スポット・祭事・催事

### 文化財

#### 史跡
- オタフンベチャシ跡[14]

#### その他
- 浦幌新吉野台細石器遺跡 - 道指定史跡
- 十勝オコッペ遺跡 - 道指定史跡
- 十勝太遺跡群 - 道指定史跡、出土物は浦幌町立博物館蔵
- 浦幌開拓獅子舞 - 町の文化財、浦幌開拓獅子舞保存会
- 活平層 - アジア唯一のK-T境界層露出地点。

### 観光
- 豊北原生花園 太平洋沿岸に広がる原生花園
- 留真温泉
- 昆布刈石展望台
- 十勝太遺跡展望台
- うらほろ森林公園

### 祭り
- うらほろふるさとのみのり祭り（9月）

## 著名な出身者
- 吾妻ひでお（漫画家）
- 中川みどり（プロダンサー） - NDA全米チアダンス選手権 '07/inオーランド 優勝
- 飯山泰行（競輪選手）
- 西里静彦 (学者)
- 山瀬理恵子（料理研究家） - うらほろアンバサダー（2018年1月7日 - ）
- 上西晴治（小説家）
- 須藤江史（ユーチューバー中華一筋メンバー）